# Dobry (gromada)
Dobry – dawna gromada, czyli najmniejsza jednostka podziału terytorialnego Polskiej Rzeczypospolitej Ludowej w latach 1954–1972.
Gromady, z gromadzkimi radami narodowymi (GRN) jako organami władzy najniższego stopnia na wsi, funkcjonowały od reformy reorganizującej administrację wiejską przeprowadzonej jesienią 1954 do momentu ich zniesienia z dniem 1 stycznia 1973, tym samym wypierając organizację gminną w latach 1954–1972.
Gromadę Dobry z siedzibą GRN w Dobrym utworzono – jako jedną z 8759 gromad na obszarze Polski – w powiecie pasłęckim w woj. olsztyńskim na mocy uchwały nr 23 WRN w Olsztynie z dnia 4 października 1954. W skład jednostki weszły obszary dotychczasowych gromad Dąbkowo, Dobry, Krykajny, Łepno, Olkowo i Podągi oraz miejscowość Piskajmy z dotychczasowej gromady Piskajmy ze zniesionej gminy Dobry w tymże powiecie. Dla gromady ustalono 14 członków gromadzkiej rady narodowej.
1 stycznia 1960 do gromady Dobry włączono wsie Kwitajny Wielkie i Kwitajny Małe ze zniesionej gromady Osiek w tymże powiecie.
31 grudnia 1961 do gromady Dobry włączono PGR-y Tatarki i Jankówka z gromady Wilczęta w tymże powiecie.
1 stycznia 1969 z gromady Dobry wyłączono obszar o powierzchni 8,23 ha leżący między wsiami Łępno, Olkowo i Niekwitajny oraz obszar o powierzchni 5,88 ha graniczący z PGR Podągi, włączając je do gromady Bażyny w powiecie braniewskim w tymże województwie.
Gromadę zniesiono 22 grudnia 1971, a jej obszar włączono do gromad Godkowo (miejscowości Broniewo, Dąbkowo, Dobry, Krykajny, Kwitajny Małe, Kwitajny Wielkie, Łępno, Niekwitajny, Olkowo, Piskajmy, Podągi i Wikrowo Nowe) i Wilczęta (miejscowości Jonkówko, Spędy i Tataraki) w tymże powiecie.